# 決死隊
決死隊（けっしたい）とは、死傷を被るリスクが高いと考えられるが、それでも戦果が必要と考えられた際に実行される「甚大な被害を覚悟した部隊を使った戦術」である。バンザイ突撃や白襷隊などが代表例である。

## 世界での決死隊
英語では「forlorn hope」（絶望的希望）と言い、元はオランダ語の「verloren hoop」（失われたフープ：失われた軍隊）を翻訳した際の誤訳である。オランダ語でhoopは「希望」も意味するが、軍文書の上では部隊を意味する用語として使われていた。
マスケット銃を使用していた時代、隊列に切り込むボランティア（志願兵）の部隊で死傷率が高かったが、生き残った場合は高額の報酬や名誉が得られた為に参加する者たちは多く、この用語はもっとも多く使われた。
フランス語の表現では「 Les Enfants Perdus（The Lost Children：失われた子供たち）」とされる。
現代戦の代表例では、フォークランド紛争におけるイギリス軍の銃剣突撃などが上げられる。
東日本大震災における福島第一原子力発電所事故におけるウェットベント作業、また東海村JCO臨界事故における水抜き作業で、計画被ばくを覚悟した職員らは決死隊と呼称されていた。